# 中島吉三郎
中島 吉三郎（なかじま きちさぶろう、1889年（明治22年）2月16日 - 1974年（昭和49年）1月11日）は、大日本帝国陸軍軍人。最終階級は陸軍中将。

## 経歴
1889年（明治22年）に群馬県で生まれた。陸軍士官学校第24期卒業。1938年（昭和13年）1月20日に歩兵第28連隊長に就任し、3月1日に陸軍歩兵大佐に進級した。1939年（昭和14年）に陸軍歩兵学校教導連隊長に転じた。
1941年（昭和16年）3月に陸軍少将に進級し、第37歩兵団長（第1軍・第37師団）に就任し、日中戦争に出動。運城に駐屯し、警備・討伐戦に当たった。1943年（昭和18年）6月に支那派遣軍歩兵教育隊長を経て、1944年（昭和19年）3月10日に第1国境守備隊長に就任し、東寧に駐屯、10月26日に陸軍中将に進級した。11月2日に第66師団長に親補され、宜蘭で終戦を迎えた。
1948年（昭和23年）1月31日、公職追放仮指定を受けた。